# 浜口乃理子
浜口 乃理子（はまぐち のりこ、2月11日 - ）は、日本の漫画家。東京都出身。女性。

## 概要
1994年、講談社『ミスターマガジン』にて「愛溢れる人々」で漫画家デビュー。1995年、同誌にて『酒とたたみいわしの日々』の連載を開始。この作品が本人にとって巻数が最長となる4巻まで連載された。
作風の特徴として、『酒とたたみいわしの日々』などに代表される自分漫画（作者自身を主人公にして、作者の日常を描いた漫画（作者自身が作品中で使用している用語））などエッセイ風のノンフィクション漫画を得意としている。作品よりも作者自身の方が面白いといわれている。西原理恵子の影響の濃い、ラフな画風で作者と作者をめぐる人々をコミカルに脱力気味に描く。友人も頻繁に出演し、お笑いライター「しのピー（別名S崎、これらから「シノ崎」という名前がばらされている）」、芳文社の編集者「ドマリン」等はレギュラーのように登場する。西原理恵子、倉田真由美などが同系統の作風。酒をこよなく愛し、長らく未婚であったが、現在は1女1男の母親。出産時にはさすがに禁酒し、以降も酒が弱くなりあまり量を飲まなくなったと自身の作品などで報告している。
『ミスターマガジン』で数年間同時期に執筆していた倉上淳士と交友がある。また、同じ種類の猫（アメリカンショートヘア）を飼っていたり、同じ年齢の娘を持つなどして共通点のあるおーはしるいなどとも交友が深いようである。

## 作品リスト
※独立記事のある作品につきましてはリンク先をご参照ください。

### 単行本リスト
- 酒とたたみいわしの日々（単行本全4巻、講談社）[7]
- まあじゃんよゐこ（単行本全1巻、竹書房）
- 三十路のうなじ（まんがタイムラブリー、単行本1～2巻、芳文社）※1巻に「のんコレクション」の一部収録

1. ISBN 9784832261839（2000年9月）
2. ISBN 9784832262584（2002年7月）

- う゛ぁーじんパチスロ（白夜書房）

1. ISBN 9784893677617（2002年2月）

- のんポリズム（単行本全1巻、講談社）

1. ISBN 9784063520538（2003年12月）

- 子供のオキテ ～ポンコツ夫婦のムスメとムスコ～（単行本全1巻、秋田書店）

1. ISBN 9784253107075（2007年12月）

- へっぽこ育児はじめました。（単行本全1巻、イースト・プレス）※「のんコレクション」（まんがタイムラブリー、芳文社）、「ヒゲヒゲしっぽしっぽ」（まんがタイムスペシャル、芳文社）等を初出とする

1. ISBN 9784781602318（2010年1月）

### イラスト等担当作品リスト
- プノンペンどくだみ荘物語（全1巻、徳間書店）

1. ISBN 4-19-891911-9（2003年7月）

- ぷちセレブ　お手軽ホストクラブ入門（全1巻、マイクロマガジン社）

1. ISBN 4-89637-207-7（2005年6月）

- バッチリ☆（全1巻、マイクロマガジン社）

1. ISBN 9784896372526（2007年6月）

### 単行本未収録の主な作品リスト
- ちとせロンリネス! （まんがくらぶオリジナル、1999年～2000年、竹書房）
- 元気のしるし（まんがタイムスペシャル、1999年～2004年、芳文社）
- むちゅめ☆ぶろぐ（本当にあったブログ内緒な話、2006年5月～2007年6月、大洋図書）